# Карим, Шакила
Шакила Карим (бенг. শাকিলা করিম;род. 13 ноября 1997) — британский музыкант, певица и автор песен, также известная как Shakila K..

## Ранняя жизнь
Родилась в Royal London Hospital в Уайтчепел, Тауэр-Хамлетс, Лондон, Англия. Имеет бангладешское происхождение. Родителями певицы являются Карим Уллах (род. в 1977) и Султана Парвин. Также имеет младшую сестру — Соню.
Окончила Gatehouse School в Бетхнал Грин. Имела дефект речи, потребовавший занятий у логопеда, однако могла хорошо петь детские песенки. В то же время она начала осваивать свой первый инструмент — скрипку. Позже освоила блокфлейту, фортепиано, укулеле и ударную установку. Когда ей было 11 лет, её родители перебрались в Ист-Энд, в Хартфордшир, где она начала обучаться в Hockerill Anglo-European College в Бишоп Стортфорде. Начала брать уроки пения в первом классе. Затем она перевелась учиться в школу в Ньюпорте, в графстве Эссекс, неподалёку от Карвер Барракс и позже поступила в Newport Free Grammar School в Уттлесфорде. В настоящее время она обучается в Joyce Frankland Academy.

## Карьера
Вор время летних каникул 2010 года Шакила загрузила свои первые видео на YouTube, начала выступать на различных площадках, участвовала на фестивале Stortford Music Festival 2011 и в телешоу Британия ищет таланты, в котором появилась в возрасте 12 лет.
В 2011 году Карим записала и самостоятельно выпустила три сингла. 4 июля вышел дебютный сингл Карим «Just Let It Go». 24 октября был выпущен второй сингл «Gone Too Soon». 28 ноября был выпущен третий сингл «Heroes» для благотворительной организации Help for Heroes, занимающаяся реабилитацией британских военных, пострадавших в ходе военных действий в Ираке и Афганистане. 28 августа 2012 года вышел четвёртый сингл «Are You All Ready». Песня была выпущена для поддержки атлетистов во время Летних Паралимпийских игр 2012. 8 декабря того же года увидел свет её пятый сингл Thank You for the Sunshine. Песня была посвящена Летним Олимпийским играм 2012 года. Авторство песен «Just Let It Go» и «Gone Too Soon» принадлежит отцу Карим, Кариму Уллаху, а песня «Heroes» была написана в соавторстве Карим со своим отцом.
В мае 2012 года Карим выступила на Стэнфордском музыкальном фестивале и приняла участие в мероприятии Boishakhi Mela. В том же месяце она появилась в лайв-шоу Network’s Tommy Sandhu Show на канале BBC Asian. В августе Карим выступила на Хертфордском музыкальном фестивале . В августе 2014 года посетила второе ежегодное мероприятие Warren Classic.
В октябре 2013 года Карим выступила на стадионе Уэмбли на мероприятии 92Plus1 challenge по сбору денег для кампании Help for Heroes. Ранее она спела перед матчем за Кубок Мира Англии против Польши.
С июня 2015 года Карим начала «музыкальный марафон», целью которого является выступить на 26 различных концертах для сбора денег для жертв непальского землетрясения. На это её сподвигла школьная подруга из Непала. В августе она выступила в прямом эфире на BBC Asian Network.
Летом 2017 года Карим и её отец организовали специальный концерт для студентов ICMP, чтобы собрать деньги для выживших в пожаре в здании Grenfell Tower в Лондоне.
В 2018 году Карим выпустила два трека собственного сочинения. В поддержку первого «The Mask Is Always On» она дала интервью на радио BBC Three Counties и спела вживую. Вторым её треком стал «Electricity». На обоих песнях она работала с другими студентами ICMP  Milxnake (Серена Хармсворт) и Лукасом Грином.  В апреле 2019 года Карим выступила на разогреве у бойз-бенда 1990-х годов East 17 в Бишопс-Стортфорде.

## Личная жизнь
Отец Карим, Карим Улла, бросил школу, начав работать в сфере медиа-продаж и основав позднее собственный бизнес азиатских публикаций в 2007 году. Дело отца пострадало из-за проблем с долгами, а в 2010 году закрылось. Из-за этого Карим покинула школу-интернат и прекратила посещать музыкальные занятия. Также из-за краха бизнеса семья лишилась кровли, так как не была способна оплачивать аренду в Бишопс-Стортфорд. Три месяца они жили в общежитии Спелбрука, где отец Карим заболел. В октябре 2010 года ему была сделана экстренная операция по удалению части кишки , пораженной ранее диагностированной у него болезнью Крона. Несколько недель он провёл в стационаре, позднее страдая от аппендицита в сентябре 2011 года. Ныне отец Карим работает редактором журнала, специализированного на гольфе.
В настоящее время Карим вместе со своими родителями проживает в Бишоп Стортфорде, в Хартфордшире. В качестве повлиявших на неё исполнителей Шакила называет Майкла Джексона, Queen, Фредди Меркьюри, Элтона Джона, Мадонну, Леди Гагу, Эми Ли и Рианну.

## Дискография

### Синглы
| Год  | Сингл                        | Высшая позиция в чартах | Альбом |                  |  |  |
| ---- | ---------------------------- | ----------------------- | ------ | ---------------- |  |  |
| Год  | Сингл                        | 2011                    | Альбом | «Just Let It Go» |  |  |
| 2011 | «Gone Too Soon»              |                         |        |                  |  |  |
| 2011 | «Heroes»                     |                         |        |                  |  |  |
| 2012 | «Are You All Ready»          |                         |        |                  |  |  |
| 2012 | «Thank You for the Sunshine» |                         |        |                  |  |  |
| 2018 | «The Mask Is Always On»      |                         |        |                  |  |  |
| 2018 | «Electricity»                |                         |        |                  |  |  |